# Бревард (Північна Кароліна)
Бревард (англ. Brevard) — місто (англ. city) в США, в окрузі Трансильванія штату Північна Кароліна. Населення — 7744 особи (2020).

## Географія
Бревард розташований за координатами 35°14′37″ пн. ш. 82°43′35″ зх. д. / 35.24361° пн. ш. 82.72639° зх. д. (35.243589, -82.726275).  За даними Бюро перепису населення США в 2010 році місто мало площу 13,27 км², з яких 13,26 км² — суходіл та 0,01 км² — водойми.

## Демографія
Згідно з переписом 2010 року, у місті мешкало 7609 осіб у 3347 домогосподарствах у складі 1766 родин. Густота населення становила 573 особи/км².  Було 3867 помешкань (291/км²).
Расовий склад населення:
| - 83,3 % — білих - 11,0 % — чорних або афроамериканців - 1,0 % — азіатів - 0,3 % — корінних американців - 1,7 % — осіб інших рас |

До двох чи більше рас належало 2,7 %. Частка іспаномовних становила 3,7 % від усіх жителів.
За віковим діапазоном населення розподілялося таким чином: 17,2 % — особи молодші 18 років, 53,3 % — особи у віці 18—64 років, 29,5 % — особи у віці 65 років та старші. Медіана віку мешканця становила 46,9 року. На 100 осіб жіночої статі у місті припадало 78,2 чоловіків;  на 100 жінок у віці від 18 років та старших — 75,7 чоловіків також старших 18 років.
Середній дохід на одне домашнє господарство  становив 51 469 доларів США (медіана — 39 659), а середній дохід на одну сім'ю — 63 128 доларів (медіана — 49 346). Медіана доходів становила 37 312 долари для чоловіків та 29 211 долар для жінок. За межею бідності перебувало 12,7 % осіб, у тому числі 26,9 % дітей у віці до 18 років та 5,5 % осіб у віці 65 років та старших.
Цивільне працевлаштоване населення становило 3040 осіб. Основні галузі зайнятості: освіта, охорона здоров'я та соціальна допомога — 30,4 %, мистецтво, розваги та відпочинок — 14,5 %, будівництво — 10,4 %.